# Star Flyer
Pour les articles homonymes, voir Starflyer (homonymie).
Le Star Flyer est un quatre-mâts goélette (ou four-masted barkentine en anglais) à coque d'acier, construit en 1991. Sous pavillon luxembourgeois jusqu'en 2010, il bat maintenant pavillon maltais.

## Histoire

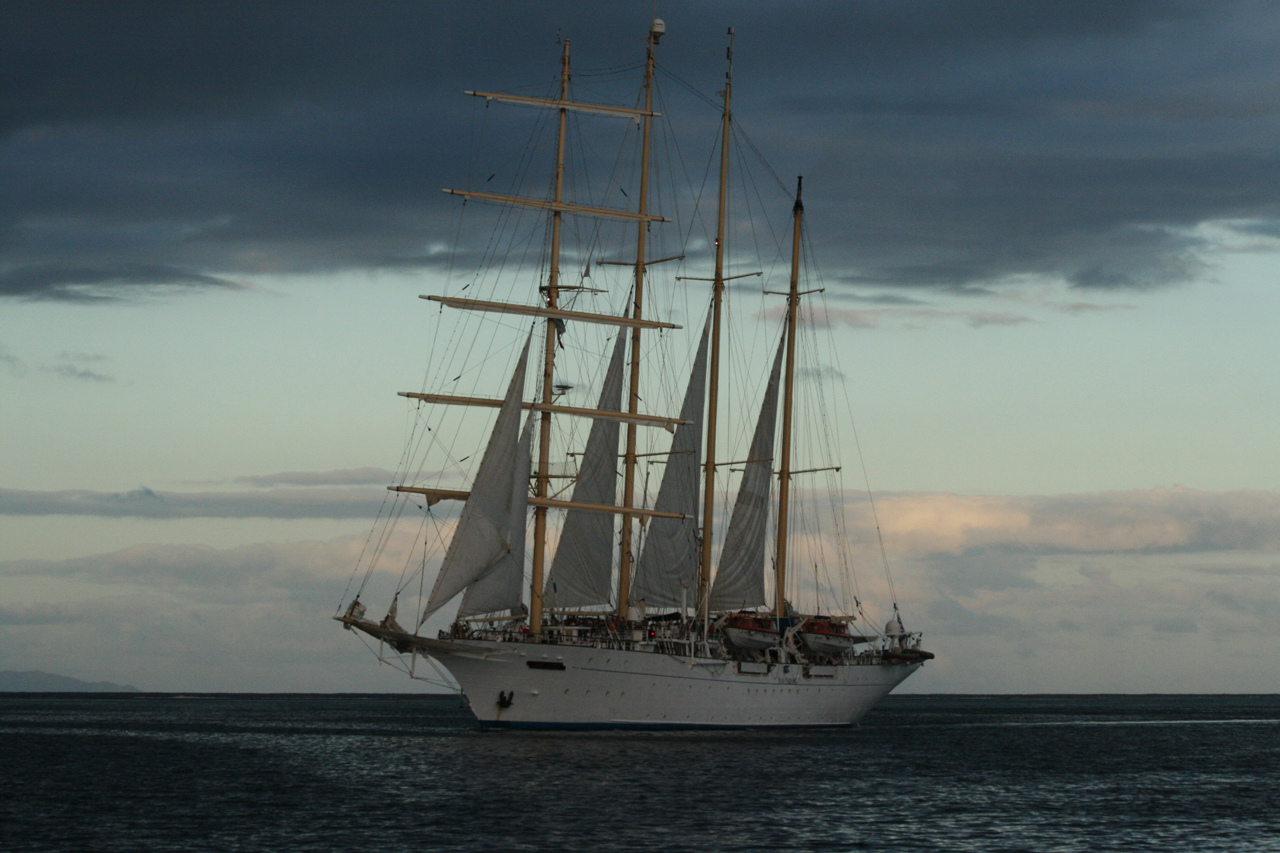
En Polynésie

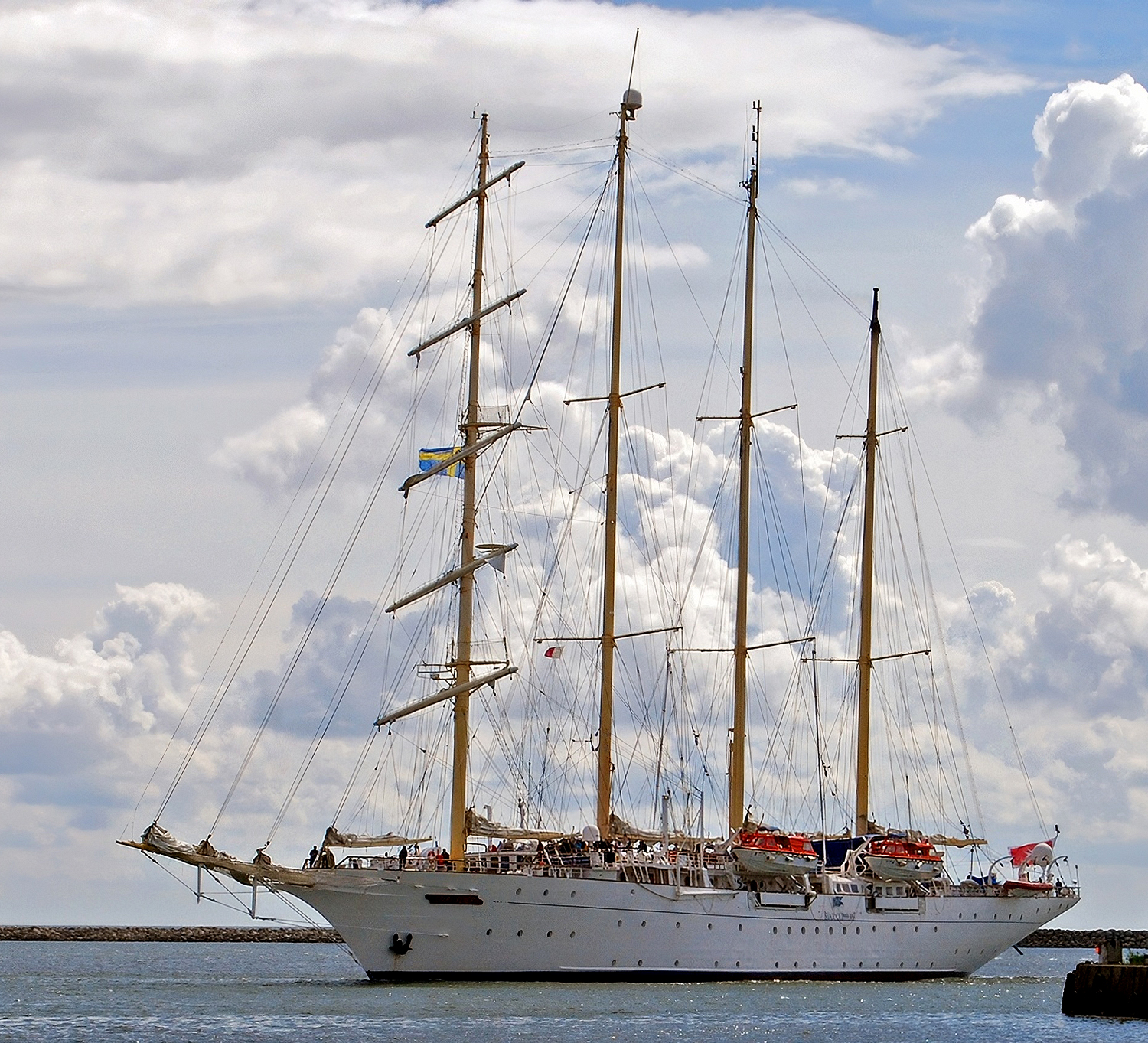
Ystad, en Suède 2013.

C'est un luxueux voilier de croisière naviguant habituellement en mer Méditerranée. Il possède 85 cabines.
Il propose en hiver des croisières vers Tahiti et la Polynésie française..
Le Star Clipper, son sister-ship, appartient à la même compagnie maritime, la Star Clippers Ltd,.
Il a été employé en tant qu'hôtel à flot pendant les jeux Olympiques de Barcelone en 1992.

## Note et référence
1. ↑  Amélie Meadows Padioleau. J'ai pris un cappuccino sur le Star Flyer. Voiles & Voiliers, 22 aout 2013. Lire en ligne
2. ↑  Star Clippers
3. ↑  Yves Calméjane. Un clipper de luxe : le Star Flyer. Luxe Magazine, février 2005. Lire en ligne